# Елліотт Абрамс
Елліотт Абрамс (англ. Elliott Abrams; нар. 24 січня 1948) — американський дипломат та адвокат, який служив на зовнішньополітичних посадах президентів Рональда Рейгана та Джорджа Буша. Абрамс був засуджений за приховування інформації конгресу про іранську справу під час служіння під керівництвом Рейгана, але був помилуваний президентом Джорджем В. Бушем.
В даний час він є старшим науковим співробітником з питань Близького Сходу в Раді з міжнародних відносин. Крім того, Абрамс займає посади в Комітеті з питань миру та безпеки в Перській затоці (CPSG), Центрі політики безпеки та Консультативної ради Національного секретаря, Комітету вільного Лівану та Проекту нового американського століття. Абрамс є дійсним членом Американської меморіальної ради Холокосту і викладає зовнішню політику в Джорджтаунському університеті, а також підтримує блог CFR під назвою «Точки тиску» щодо зовнішньої політики США та прав людини. У лютому 2014 року Абрамс, уповноважений Комісії США з міжнародної релігійної свободи, подав показання до Комітету конгресу Палати про те, що християни в усьому світі є найбільш переслідуваними з світових релігій.
Під час адміністрації Рейгана Абрамс отримав славу за участь у суперечливих зовнішньополітичних рішеннях щодо Нікарагуа та Сальвадору. Під час першого терміну Джорджа Буша він працював спеціальним помічником президента та старшого директора Ради національної безпеки при Близькому Сході та Північній Африці. На початку другого терміну Буша, Абрамс був призначений його заступником радника з питань національної безпеки за стратегію глобальної демократії, відповідаючи за просування стратегії Буша щодо просування демократії за кордоном. Його призначення Бушем було спірним через його переконання в 1991 році за двома помилковими підрахунками незаконного приховування інформації Конгресу під час розслідування справи Іран-Контра.; нар. 24 січня 1948, Нью-Йорк) — американський юрист, політолог і дипломат. Працював в адміністраціях Рейгана і Буша-молодшого.
Закінчив Гарвардський університет (бакалавр мистецтв, 1969) та Лондонську школу економіки і політичних наук (магістр міжнародних відносин, 1970). Ступінь доктора юриспруденції отримав у Гарвардській школі права (1973). Вільно володіє французькою та іспанською мовами.
Працював помічником держсекретаря у справах міжнародних організацій (1981), помічником держсекретаря з прав людини та гуманітарних питань (1981–1985), помічником держсекретаря з міжамериканських справ (1985–1989), старшим директором Ради національної безпеки з питань демократії, прав людини і міжнародних операцій (2001–2002), старшим директором Ради національної безпеки з Близького Сходу і Північної Африки (2002–2005), заступником радника з національної безпеки з глобальної стратегії демократії (2005–2009).

## Ранні роки
Аврам народився в єврейській родині в Нью-Йорку в 1948 році. Його батько був імміграційним адвокатом. Абрам відвідав Маленьку червону школу в Нью-Йорку, приватну середню школу, студенти в той час включали дітей багатьох відомих лівих активістів та художників міста. Батьки Абрама також були демократами.
Абрамс отримав бакалавр мистецтв Гарвардського коледжу в 1969 році, ступінь магістра міжнародних відносин з Лондонської школи економіки в 1970 році та його JD з Гарвардського юридичного факультету в 1973 році. Він практикував право в Нью-Йорку влітку для свого батька, а потім на Порода, Ебботта і Моргана з 1973 по 1975 рр., а також з Вернером, Лійперттом, Бернхардом, Макферсона та Роном з 1979 по 1981 рр.
Абрамс працював помічником адвоката в Постійному підкомітеті з розслідування Сенату в 1975 році, потім працював співробітником сенатора Генрі «Шоп» у короткій кампанії Джексона для кандидата в Президенти Демократичної партії 1976 року. З 1977 по 1979 рр. Він був спеціальним адвокатом і в остаточному підсумку — начальником штабу для нового сенатора Даніеля Мойніхана. Зростання незадоволеності зовнішньою політикою президента Картера змусило Абрамса підтримати Рональда Рейгана на президентських виборах 1980 року.
Завдяки сенатору Мойніхану, Абрамс був представлений Рейчел Дектер, підружжя друга Мойніхана Нормана Подворца, редактора коментаря. Вони були одружені з 1980 року до своєї смерті в червні 2013 року. У подружжя було троє дітей: Яків, Сара та Йосип.

## Помічник держсекретаря, 1980-ті роки
Абрам вперше вийшов на національну славу, коли він працював помічником Державного секретаря з прав людини та гуманітарних питань Рейгана на початку 1980-х років, а пізніше помічником секретаря з питань міжамериканських справ. Його номінація помічнику Державного секретаря з прав людини та гуманітарних питань була одностайно схвалена Комітетом зовнішніх зв'язків Сенату від 17 листопада 1981 року. Абрамс був другим вибором для Рейгана; його перший кандидат, Ернест В. Лефвер, був відхилений Комітетом зовнішніх зв'язків Сенату 5 червня 1981 року.
У цей час Абрамс регулярно зіткнувся з церковними групами та правозахисними організаціями, включаючи Human Rights Watch. Згідно з статтею «Вашингтон Пост», у виставі 1984 року в програмі Nightline, Абрам зіткнувся з Ар'є Нейєром, виконавчим директором Human Rights Watch та лідером «Міжнародної амністії» над зовнішньою політикою адміністрації Рейгана. Вони звинувачували його в прикриттям звірств, вчинених військовими урядами, підтриманими США, такими, як у Сальвадорі, Гондурасі та Гватемалі, а також контррешту в Нікарагуа.

### Сальвадор
На початку 1982 року, коли в засобах масової інформації США з'явилися повідомлення про те, що масові викрадення сотень мирних жителів військовослужбовцями в Сальвадорі виникла в американських ЗМІ, Абрамс сказав комітету Сенату, що повідомлення про сотні смертей в Ель-Мозоте «не були достовірними», і що «це, здається, інцидент, який, принаймні, значною мірою використовується, насамперед, партизанами» . Вбивство настало тоді, коли адміністрація Рейгана намагалася зміцнити образ людини в Сальвадорі військовий Абрамс мав на увазі, що повідомлення про вбивство були просто пропагандою ФНОФМ і засудили американські розслідувальні повідомлення про вбивство як оманливу. У березні 1993 року Комісія з правди Сальвадорів повідомила, що в грудні 1981 року в Ель-Мозоте в грудні 1981 року військовослужбовці, що входять до складу уряду Сальвадору, виконали «навмисне та систематичне» понад 500 мирних жителів.
Крім того, в 1993 році з'явилася документація, яка передбачала, що деякі посадові особи адміністрації Рейгана могли знати про ель Мозоте та інші порушення прав людини з самого початку. Проте в липні 1993 року розслідування, проведене на замовлення держсекретаря Клінтона Уоррена Крістофера в «діяльності та проведенні» Державного департаменту з прав людини в Сальвадорі під час Рейганів, показало, що, незважаючи на фінансування уряду Сальвадорського уряду, різанина в Ель-Мозоте, індивідуальний американський персонал «з доброю і, іноді, особистою мужністю виконував особисту мужність у просуванні прав людини в Сальвадорі». Неприступний Рейганіт Абрамс стверджував, що політика Вашингтона в Сальвадорі була «чудовим досягненням» .

### Нікарагуа
Коли Конгрес припинив фінансування зусиль Контраса з повалення уряду Сандиніста з Нікарагуа з Поправкою Боленда 1982 року, члени адміністрації Рейгана почали шукати інші шляхи фінансування цієї групи. Конгрес відкрив декілька таких способів, коли змінив Поправку Боленда на 1986 фінансовий рік, затвердивши 27 мільйонів доларів прямими грошовими коштами для Контра, і дозволила адміністрації на законних підставах вимагати грошових коштів для контрастів від іноземних урядів . Ні пряма допомога, ні будь-які іноземні внески не можуть бути використані для придбання зброї. Керуючись новими положеннями модифікованої поправки Боленда, Абрамс вилетів у Лондон у серпні 1986 року і таємно зустрівся з генералом Ібну, міністром оборони Брунею, щоб заручитися внеском султана Брунею у розмірі 10 мільйонів доларів. Врешті-решт, «Контрас» ніколи не отримував ці гроші, оскільки канцелярська помилка в офісі Олівера Півночі (помилковий номер рахунку) відправила гроші Бруней на неправильний швейцарський банківський рахунок.

## Іран-контра та переконання
Під час розслідування справи «Іран-Контра» Лоуренс Уолш, незалежний радник, доручив розслідувати справу, підготував численні кримінальні злочини проти Абрамса, але ніколи не звинувачував його. Натомість Абрамс співпрацював з Уолшем і ухвалив угоду про застереження, в якій він визнав себе винним у двох випадках відхилення інформації від Конгресу. Він був засуджений на штраф у розмірі 50 доларів США, стажування на два роки та 100 годин громадських робіт. Аврам був помилуваний президентом Джорджем В. Бушем у грудні 1992 року.
5 лютого 1997 р. Апеляційний суд D.C публічно звинуватив Абрамса у трьох випадках, коли він подав неправдиве свідчення перед комісіями конгресу. Незважаючи на те, що більшість судів проголосувала за нав'язування громадської осудності, три судді з більшості мали б призупинити шість місяців, а четвертий суддя слідував рекомендації Ради з професійної відповідальності про призупинення дії Абрам протягом року.

## Спеціальний помічник Президента Буша
Президент Джордж Буш призначив Абрамса на посаду Спеціального помічника президента та старшого директора з питань демократії, прав людини та міжнародних операцій Ради національної безпеки 25 червня 2001 року. Абрамс був призначений спеціальним помічником Президента та старшим директором НБК з проблем Близького Сходу та Північної Африки 2 грудня 2002 року. Деякі правозахисні групи та коментатори вважали його «Білий дім» неприйнятним через його переконання в розслідуванні роману «Іран-Контра» та його роль у нагляді за зовнішньою політикою Рейгана в Латинській Америці, в результаті якої загинули сотні тисяч. У цій якості Абрам відіграв важливу роль у відносинах США та Ізраїлі. У непередбаченому візиті до Арієля Шарона в Римі в 2003 році Абрамс був першим членом уряду США, щоб виявити, що Ізраїль планує вийти з Гази. Абрамс також був свідком зростаючої напруженості між двома урядами внаслідок зусиль США, спрямованих на пошук всеосяжного мирного врегулювання. Як зазначає Абрам, "що не було в газетах, це напруга, яка зростає між США та Ізраїлем через це, тому що ми постійно ставимося, на мій погляд, до поправки до Ізраїлю, до роду нафти цей механізм миру. І ізраїльтяни вони втомилися від нього, і вони думають, що ви знаєте, що це не той спосіб, яким повинен діяти союзник. Буш має нагадувати про це з прем'єр-міністром, тому це справді Конді з кабінетом Ізраїлю та Прем'єр-міністром ".
Спостерігач стверджував, що Абрам мав передові знання і «кивнув», спробі венесуельського перевороту 2002 року проти Уго Чавеса .

## Радник з стратегії глобальної демократії
2 лютого 2005 р. Президент Джордж Буш призначив заступника радника з питань національної безпеки Стратегії глобальної демократії Абрамса, де він служив до кінця своєї адміністрації 20 січня 2009 р. На своїй новій посаді Абрамс взяв на себе відповідальність за нагляд Управління Демократії, прав людини та міжнародної організації Ради національної безпеки та її дирекції з проблем Близького Сходу та Північної Африки.
Абрам супроводжував Кондолізу Райс в якості головного радника з її візитів на Близький Схід в кінці липня 2006 р. Під час дискусій, що стосуються конфлікту в Ізраїлі-Лівані 2006 р..

## 2016-теперішній час
16 травня 2016 року Абрамс написав історичну частину, яка засудила Дональда Трампа, в якій він вивів паралелі між виборами до 2016 року та виборами 1972 року.
23 грудня 2016 р. Абрам, сильний прихильник Ізраїлю, критикував Обаму за те, що «підриває обраний уряд Ізраїлю, перешкоджає його діям проти програми ядерних озброєнь Ірану і створить якомога більше пробігу між Сполученими Штатами та Ізраїлем» .
У лютому 2017 року повідомлялося, що Абрамс був першим вибором держсекретаря Рекса Тіллерсона на посаду заступника держсекретаря, але Трамп відхилив Тіллерсона [53]. Помічники Трампа підтримували Абрамса, але Трамп виступав проти нього через опозицію Абрамса під час виборчої кампанії .

## Книги

### Уряд
- Tested by Zion: The Bush Administration and the Israeli-Palestinian Conflict. Cambridge University Press. 2013. ISBN 1-107-03119-2.

- Democracy How Direct?: Views from the Founding Era and the Polling Era. Rowman & Littlefield Publishers, Inc. 2002. ISBN 0-7425-2318-7.

- Abrams, Elliott and Johnson, James Turner, eds. (June 1998). Close Calls: Intervention, Terrorism, Missile Defense, and «Just War» Today. Ethics and Public Policy Center. ISBN 0-89633-187-3.

- Abrams, Elliott and Kagan, Donald, eds. (April 1998). Honor Among Nations: Intangible Interests and Foreign Policy. Ethics & Public Policy Center. ISBN 0-89633-188-1.

- Security and Sacrifice: Isolation, Intervention, and American Foreign Policy. Hudson Institute. January 1995. ISBN 1-55813-049-7.

- Shield and Sword: Neutrality and Engagement in American Foreign Policy. The Free Press. 1995. ISBN 0-02-900165-X.

- Undue Process A Story of How Political Differences are Turned into Crimes. Free Press. October 1992. ISBN 0-02-900167-6.

### Релігія
- The Influence of Faith. Rowman & Littlefield Publishers, Inc. 2001. ISBN 0-7425-0762-9.

- Abrams, Elliott, ed. (June 2004). International Religious Freedom (2001): Annual Report: Submitted by the U.S. Department of State. Diane Pub Co. ISBN 0-7567-1338-2.

- Abrams, Elliott and Dalin, David, eds. (February 1999). Secularism, Spirituality, and the Future of American Jewry. Ethics & Public Policy Center. ISBN 0-89633-190-3.

- Faith or Fear: How Jews Can Survive in a Christian America. Free Press. June 1997. ISBN 0-684-82511-2.